# Консепсьон (залив)
Консепсьо́н (исп. Bahía de Concepción) — залив, расположенный в провинции Консепсьон области Био-Био в центральной части Чили.
На юго-западном берегу залива расположен город и порт Талькауано, на юго-восточном — Пенко, на северо-восточном — Томе.
В северной части залива лежит остров Кирикина, который разделил вход в залив на две части: Бока-Чика и Бока-Гранде. Пролив Бока-Чика между полуостровом Тумбес и островом Кирикина имеет ширину 2 км (1,5 км в самой узкой части), глубина пролива составляет около 15 метров, но обширные отмели вдоль его берегов сужают судоходную часть до 400 метров. Ширина пролива Бока-Гранде составляет 5 км, глубина — 35 метров, что позволяет проходить через него крупным судам.
27 февраля 2010 года в Тихом океане у берегов Чили севернее залива произошло мощное землетрясение магнитудой 8,8, вызвавшее цунами высотой более двух метров. Волна выбрасывала на берег залива лодки и небольшие суда.